# Apples
Apples är en ort i kommunen Hautemorges i kantonen Vaud i Schweiz. Den är kommunens huvudort och ligger cirka 16 kilometer väster om Lausanne. Orten har 1 457 invånare (2021).
Orten var före den 1 juli 2021 en egen kommun, men slogs då samman med kommunerna Bussy-Chardonney, Cottens, Pampigny, Reverolle och Sévery till den nya kommunen Hautemorges.